# 柳博廷共和国
柳博廷共和国（俄语：Люботинская республика）是1905年俄国革命时期乌克兰柳博廷的工厂工人和铁路工人建立的“独立工人国家”，存在于1905年12月13日—17日。机械师帕维尔·格鲁霍夫采夫被任命为柳博廷共和国的指挥官。后来，来自哈尔科夫的俄国政府军镇压了起义。